# バンコク銀行

2023年からのバンコク銀行のロゴ

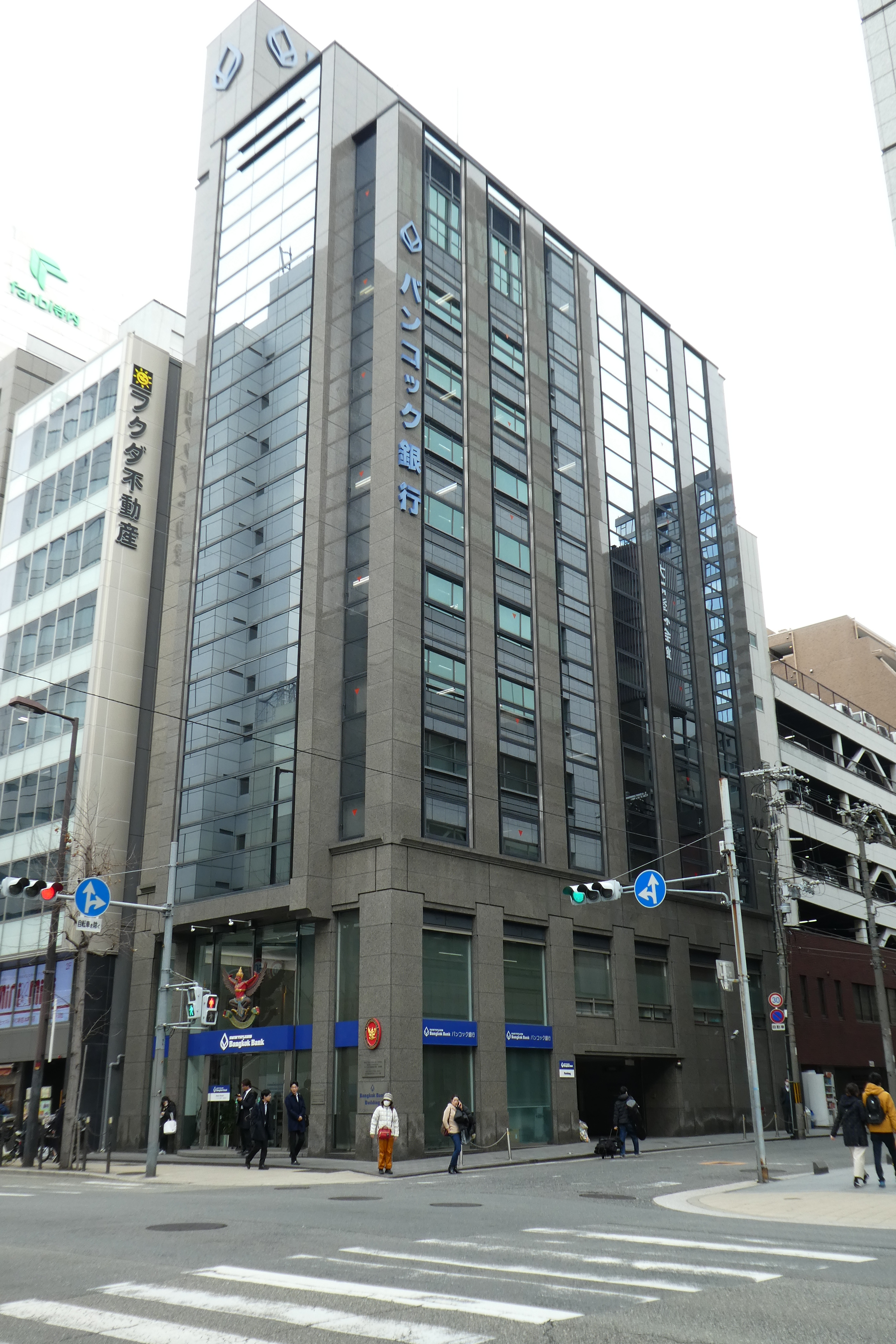
バンコック銀行ビル。バンコク銀行大阪支店のほか、在大阪タイ王国総領事館が入居している。

バンコク銀行（バンコクぎんこう、英語: Bangkok Bank Public Company Limited）は、タイにある商業銀行。

## 概要
1944年に設立され、現在は1000を超える支店（海外には25支店）と1700万人の顧客を有している。これは同国最大で、東南アジア地区でも5番目の規模を持つ。タイ証券取引所においてもトップ5に位置する企業であり、SET 50 Indexにも採用されている。本店はバンコクのシーロム通りにある。バンコク銀行のATMカードのうち、Be1st（ビー・ファースト）カードとBualuangプレミアーカードは海外での使用が可能であり、日本でゆうちょ銀行のATM機とセブン-イレブン等に設置されているセブン銀行のATM機で日本円での引出しが出来る。

## パスポート送金サービス
パスポート送金サービスとは、旅行などでタイに滞在中に銀行口座を開設することなく外国からの送金を受け取ることができるサービスのことである。受取人のパスポートの番号、タイでの住所、電話番号、受取支店名（出来るだけ支店住所も記入）を必ず送金指示に入れる。入金の確認後、受取人が窓口にパスポートを持するとその場で受け渡しができる。

### 海外送金取り扱い支店
- バンコク銀行本店（Head Office） シーロム通り
- バンカピ支店（Bang Kapi Branch） スクンビット通りソイ8と10の間
- スクンビット43支店（Sukhumvit 43 Branch） スクンビット通りソイ43脇（通り沿い）
- エカマイ支店（Ekamai Branch） スクンビット通りソイ63
- サイアム・スクエアー支店（Siam Square Branch） BTS サイアム駅脇
- ナナ・ヌア支店（Nana Nua Branch） スクンビット通りソイ3（ソイナナ）
- ラマ9世通り支店（Rama IX Road Branch） ラマ9世通りRCA 入り口脇
- サイアムパラゴン支店（Siam Paragon Branch） サイアム・パラゴン Gフロア

## その他
セミプロサッカークラブ バンコク・バンクFCがタイ王国プレミアリーグに加盟していたが、2008年のプレミアリーグで降格が決定した後に解散した。